# Andrew Makkinga
Andrew Makkinga (Kampala, 9 december 1982) is een presentator. Hij werkt bij de NTR.

## Biografie
Andrew Makkinga werd geboren in Kampala, Oeganda. 
Eerst werkte hij bij een lokale radiozender. Later presenteerde hij van 2002-2007 op 3FM de hiphopshow 3VOOR12XL, samen met Kees de Koning en Malvin Wix. Op televisie presenteerde Makkinga DeBattle, waarin rap en debat werden vermengd. Makkinga zat  in het panel van het VARA-televisieprogramma Het Lagerhuis. 
Sinds 2016 maakt Andrew Makkinga radioprogramma's op  NPO Radio 2 Soul & Jazz (voorheen Radio 6). Ook presenteerde hij op NPO Radio 1 voor het programma Nieuws en Co. In 2017 maakte hij samen met Art Rooijakkers en Matthijs van Nieuwkerk het programma Elvis Lives!. Ook presenteert Makkinga de talkshow-serie Skin Deep in de Rode Hoed. 
In 2013 heeft Making het radioprogramma Soul Night gepresenteerd op NPO Radio 2. Hij volgde Jeroen Kijk in de Vegte op.  Sinds begin 2024 presenteert hij Kunststof op NPO Radio 1. 

## Trivia
- Makkinga doet sinds 2007 elke zomer verslag voor het North Sea Jazz Festival.
- Hij zit in de Raad van Toezicht van het Fonds Podiumkunsten[2].
- Op 10 december 2005 was hij samen met Agnes Kant te gast in Dit was het nieuws.

Huidige: · Annemieke Schollaardt · Bart Arens · Carolien Borgers · Evelien de Bruijn · Corné Klijn · Daniël Lippens · Desiree van der Heiden · Dolf Jansen · Eddy Keur · Emmely de Wilt · Evert Duipmans · Jan-Willem Roodbeen · Jeroen Kijk in de Vegte · Jeroen van Inkel · Leo Blokhuis · Martine ten Klooster · Morad El Ouakili · Paul Rabbering · Ruud de Wild · Shay Kreuger ·Tannaz Hajeby · Thomas Hekker · Willemijn Veenhoven
Voormalige: Alfred van de Wege · Andrew Makkinga · Bert Haandrikman · Bert Kranenbarg · Cees van Zijtveld · Cielke Sijben · Daniël Dekker · Edwin Diergaarde · Felix Meurders · Ferry Maat · Frank du Mosch · Frits Sissing · Frits Spits · Gerard Ekdom · Giel Beelen · Gijs Staverman · Hans Schiffers · Henk van Steeg · Jan Paul Grootentraast · Jasper de Vries · Jeanne Kooijmans · Jeroen Mulder · Jetske van Staa · Jurgen van den Berg · Karel van Cooten · Kasper Kooij · Kimberley Dekker · Malou Holshuijsen · Marc Adriani · Marisa Heutink · Mart Smeets · Miranda van Holland · One'sy Muller · Peter Schuiten · Peter van Bruggen · Rick van Velthuysen · Rob Stenders · Roeland van Zeijst · Ron Stoeltie · Rutger Radstaake · Ruud Hermans · Sander de Heer · Sander Guis · Sara Kroos · Simone Walraven · Ted de Braak · Thijs Maalderink · Thomas van Vliet · Timur Perlin · Toine van Peperstraten · Tom Mulder · Will Luikinga · Yora Rienstra· Wouter van der Goes· Frank van 't Hof · Stefan Stasse  ·